# 東高麗橋
東高麗橋（ひがしこうらいばし）は、大阪府大阪市中央区の町名。丁番を持たない単独町名である。

## 地理
大阪市中央区の北部に位置。北は北浜東、東は島町・船越町、北は内淡路町、西は阪神高速1号環状線の高架下を流れる東横堀川を挟んで高麗橋・道修町にそれぞれ接する。

## 歴史
1872年（明治5年）に内両替町と内平野町の一部を統合し、高麗橋詰町となった。
1989年（平成元年）に高麗橋詰町と石町・島町・釣鐘町・船越町の各西部を統合し、東高麗橋に改称。

### 町名の由来
高麗橋の東詰に位置することが由来である。

## 世帯数と人口
2019年（平成31年）3月31日現在の世帯数と人口は以下の通りである。
| 町丁     | 世帯数    | 人口    |
| -------- | --------- | ------- |
| 東高麗橋 | 1,160世帯 | 1,529人 |

### 人口の変遷
国勢調査による人口の推移。
| 1995年（平成7年）  | 393人   | [ 5 ] |  |
| 2000年（平成12年） | 539人   | [ 6 ] |  |
| 2005年（平成17年） | 707人   | [ 7 ] |  |
| 2010年（平成22年） | 936人   | [ 8 ] |  |
| 2015年（平成27年） | 1,467人 | [ 9 ] |  |

### 世帯数の変遷
国勢調査による世帯数の推移。
| 1995年（平成7年）  | 192世帯   | [ 5 ] |  |
| 2000年（平成12年） | 262世帯   | [ 6 ] |  |
| 2005年（平成17年） | 459世帯   | [ 7 ] |  |
| 2010年（平成22年） | 704世帯   | [ 8 ] |  |
| 2015年（平成27年） | 1,152世帯 | [ 9 ] |  |

## 事業所
2016年（平成28年）現在の経済センサス調査による事業所数と従業員数は以下の通りである。
| 町丁     | 事業所数  | 従業員数 |
| -------- | --------- | -------- |
| 東高麗橋 | 158事業所 | 1,097人  |

## 施設
- 高麗橋 - 浪速の名橋50選選定
- 大阪銀座跡 - 1598年（慶長3年）に徳川家康が伏見に銀貨鋳造所を設けたのに始まる。

## 交通

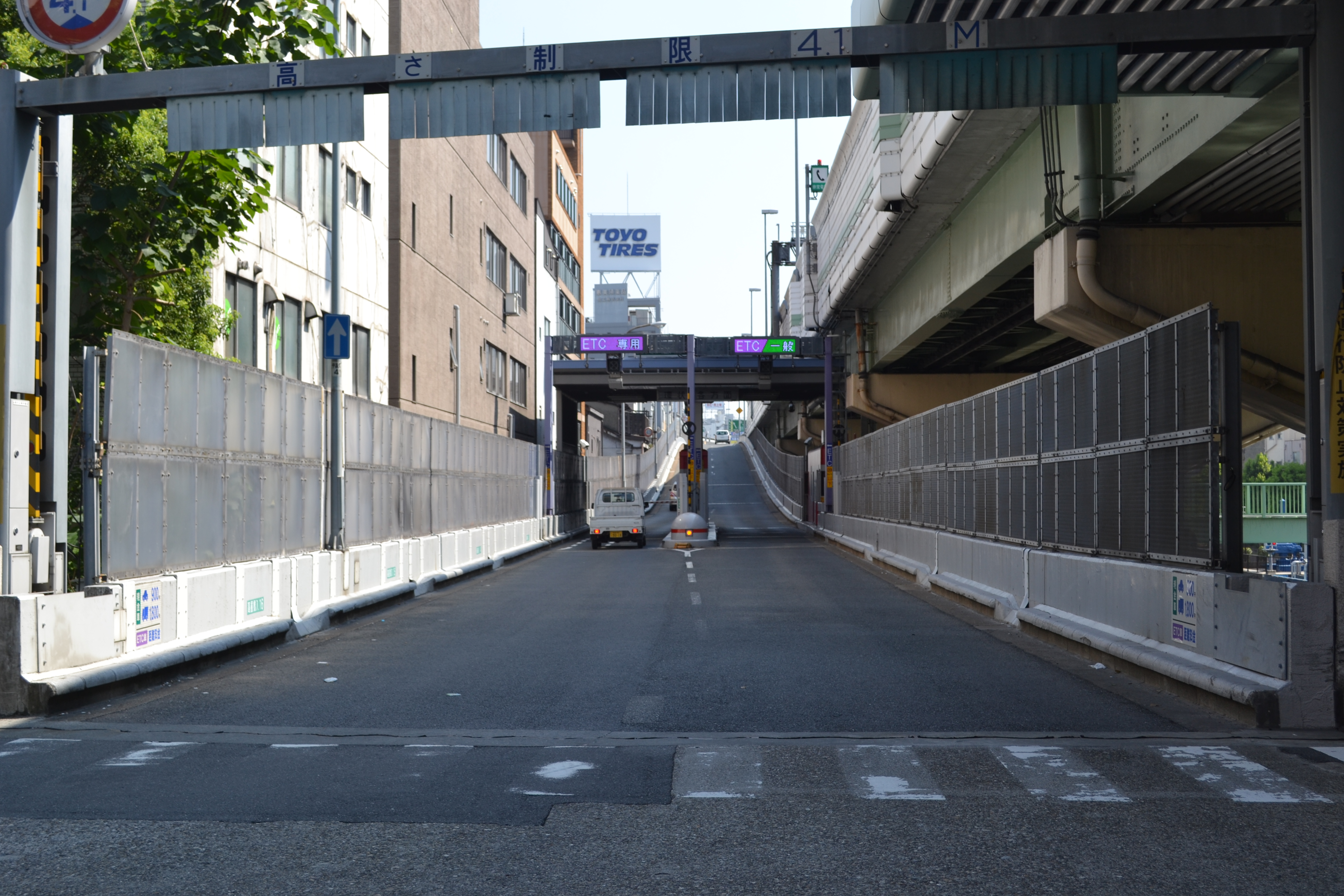
高麗橋入口

### 鉄道
- 最寄り駅はOsaka Metroの北浜駅。

### 道路
高速
- 阪神高速1号環状線 高麗橋入口

主要地方道
- 大阪市道天神橋天王寺線（松屋町筋）

## その他

### 日本郵便
- 〒540-0039[3]（集配局：大阪東郵便局[11]）